# Свято-Троицкий храм (Ташла)
Свято-Троицкий храм (Церковь Троицы Живоначальной) — православный храм в селе Ташла Самарской области.
Адрес: Самарская область, Ставропольский район, село Ташла, ул. Центральная, 33.

## История
В 1775 году был построен Свято-Троицкий храм. В нём хранится чудотворная икона Божьей Матери «Избавительница от бед», которая была явлена 8 октября (по старому стилю) 1917 года уроженке села Ташла, келейнице Катерине Чугуновой. Считается, что вместе с подругами Феней Атяшевой и Пашей Гавриленковой Екатерина пошла к ташлинским оврагам, где они и нашли святой образ. В месте, где откопали икону, ударил родник. Икону принесли в храм, отслужили молебен. С момента явления иконы стали происходить многочисленные исцеления больных. Но вскоре икона исчезла из храма и оказалась в источнике. Прибывший священник взял образ в руки и в сопровождении Крестного хода, под колокольный перезвон, внёс в храм. С тех пор ежегодно 21 октября празднуется память явления чудотворного образа Божией Матери «Избавительница от бед». Икона невелика по размеру — с тетрадный листок, находится в киоте, закрывающем левый клирос храма.

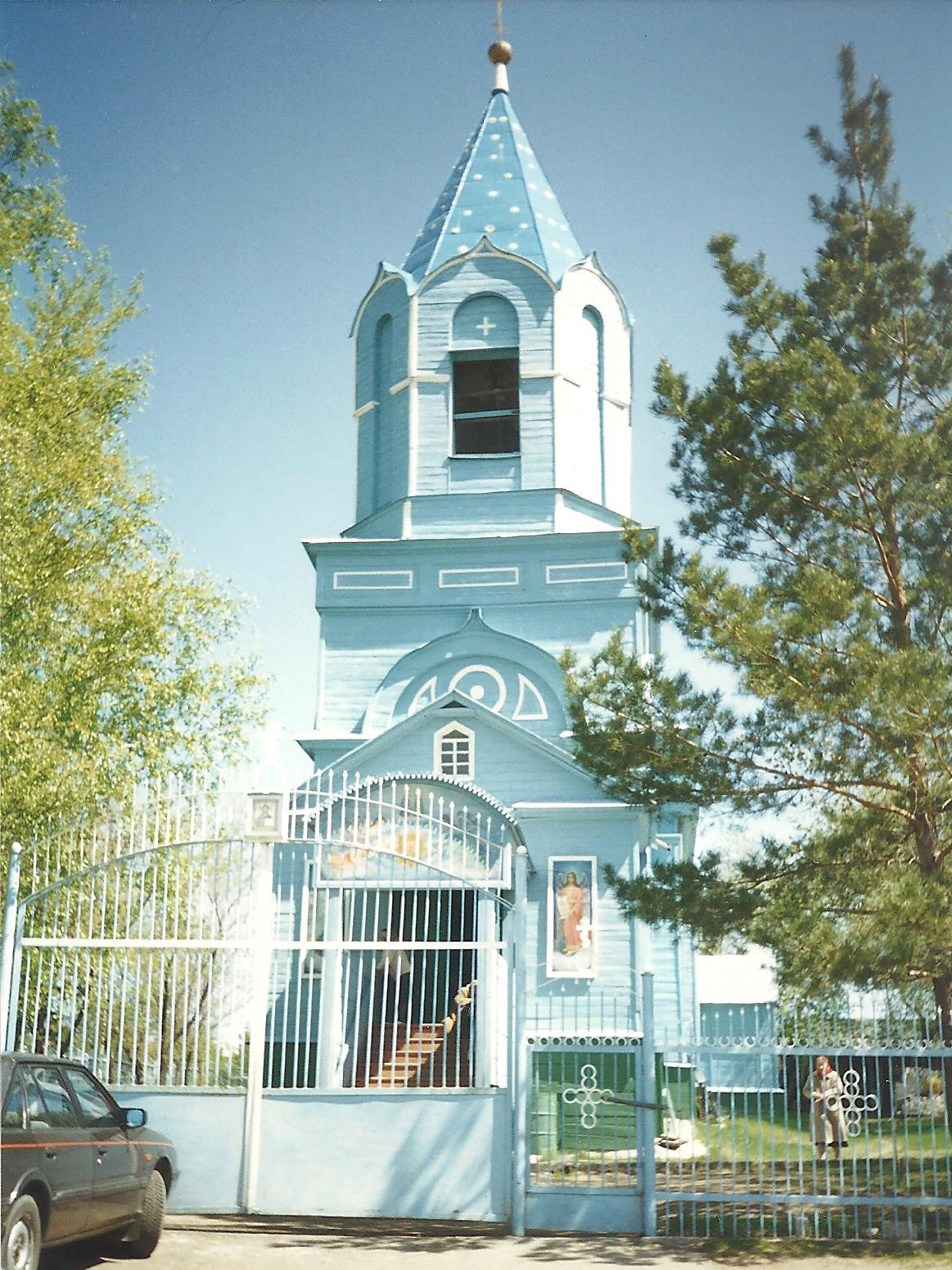
Храм в 1990-х годах

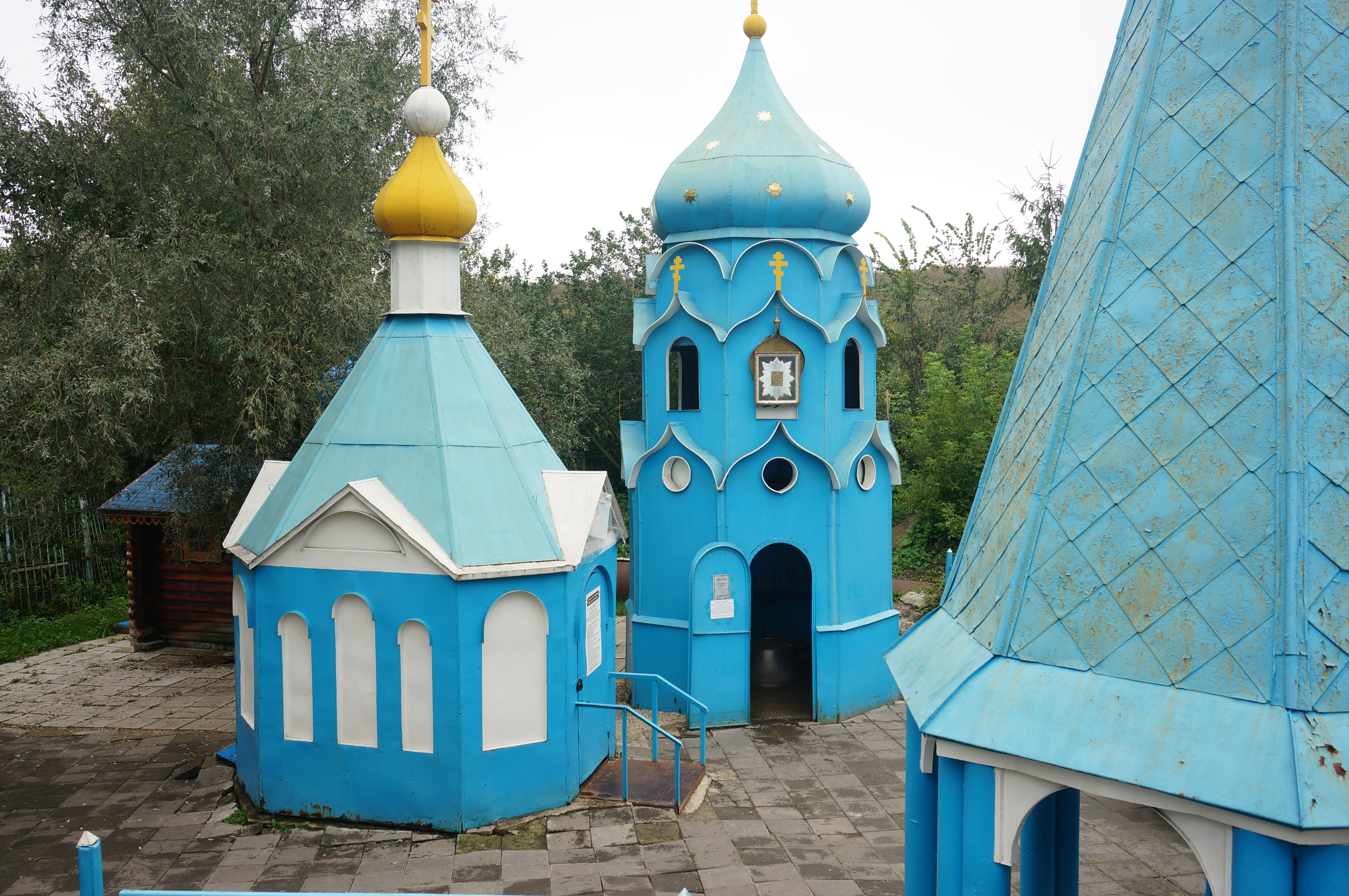
Святой источник чудотворной иконы Божией Матери «Избавительница от бед»

После 1925 года атеисты решили покончить с родником. Рядом со святым местом был построен скотный двор. А сам родник завалили навозом. Была закрыта и Троицкая церковь в селе Ташла. Церковь была закрыта, а икону спасли верующие — передавали втайне из избы в избу. Вновь церковь открылась в годы войны, когда борьба атеистов с православием несколько ослабла. Сегодня Богородицкий источник и икона «Избавительницы» являются одной из самых почитаемых святынь Самарской митрополии. На источнике организованы купальни для желающих окунуться в ташлинскую воду и колодцы, где можно набрать воду для питья. Рядом с источником возвели высокий бревенчатый храм с ярко-синими куполами в честь иконы. Паломники приезжают к святому источнику со всего мира.
16 апреля 2016 года по постановлению Священного Синода в селе Ташла был образован Троицкий женский монастырь.
Настоятель: протоиерей Николай Винокуров (с 1969 года, скончался в сентябре 2020 года на 87-м году земной жизни).